# Lamioideae
Die Lamioideae sind eine Unterfamilie der Lippenblütler (Lamiaceae). Die 62 bis 63 Gattungen mit 1200 bis 1260 Arten sind überwiegend in der Alten Welt in Eurasien und Afrika verbreitet, nur eine Tribus kommt nur in Nordamerika vor.

## Beschreibung

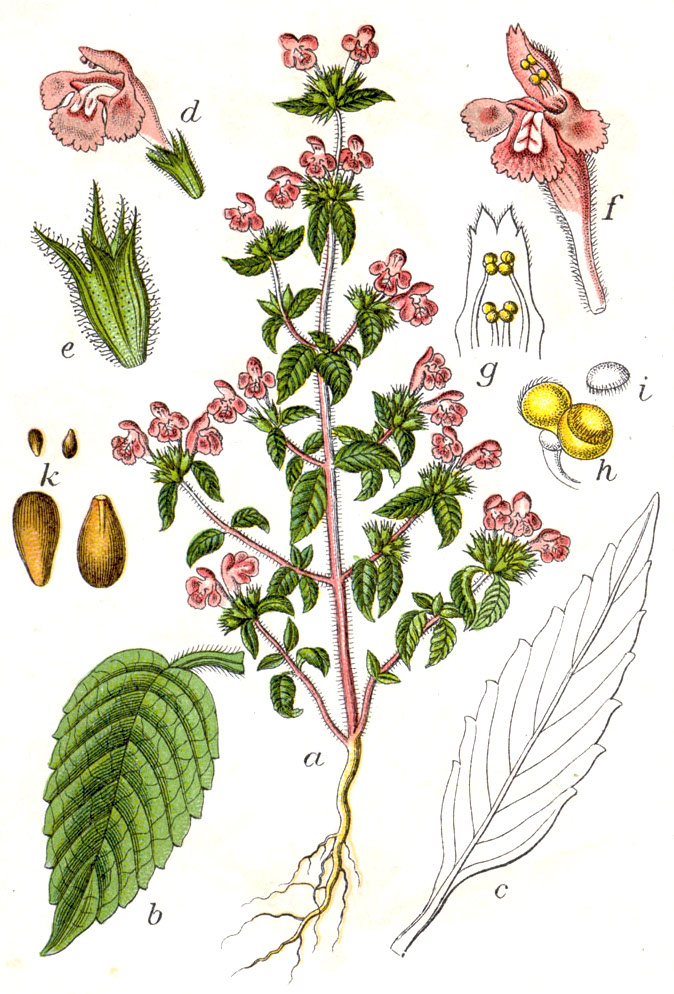
Illustration vom Breitblättrigen Hohlzahn Galeopsis ladanum

### Vegetative Merkmale
Die Arten der Unterfamilie Lamioideae weisen die charakteristischen Merkmale der Familie Lamiaceae auf. Sie sind vorwiegend krautige Pflanzen oder Sträucher, selten kleine Bäume. Die Pflanzenteile sind meist nicht-aromatisch. Sie besitzen in der Regel vierkantige Sprossachsen. Die gegenständig angeordneten Laubblätter sind meist einfach.

### Generative Merkmale
Ihre Blütenstände sind Thyrsen oder traubenähnlich, die Zymen sind ein- bis vielblütig.
Die zwittrigen Blüten sind zygomorph und fünfzählig mit doppelter Blütenhülle. Die Krone ist zygomorph und meist zweilippig. Von den Vertretern der Nepetoideae unterscheiden sie sich dadurch, dass sie tricolpate Pollenkörner besitzen, die beim Entlassen zweizellig sind; die Samen sind albuminhaltig und der Embryo ist spatelförmig. Von den anderen Vertretern der Familie unterscheiden sie sich durch das Vorhandensein von gynobasischen (an der Basis des Gynoeceums ansetzenden) Griffeln.
Die Klausenfrüchte zerfallen in vier einsamige Teilfrüchte (Klausen). Die Klausen sind nicht schleimführend.

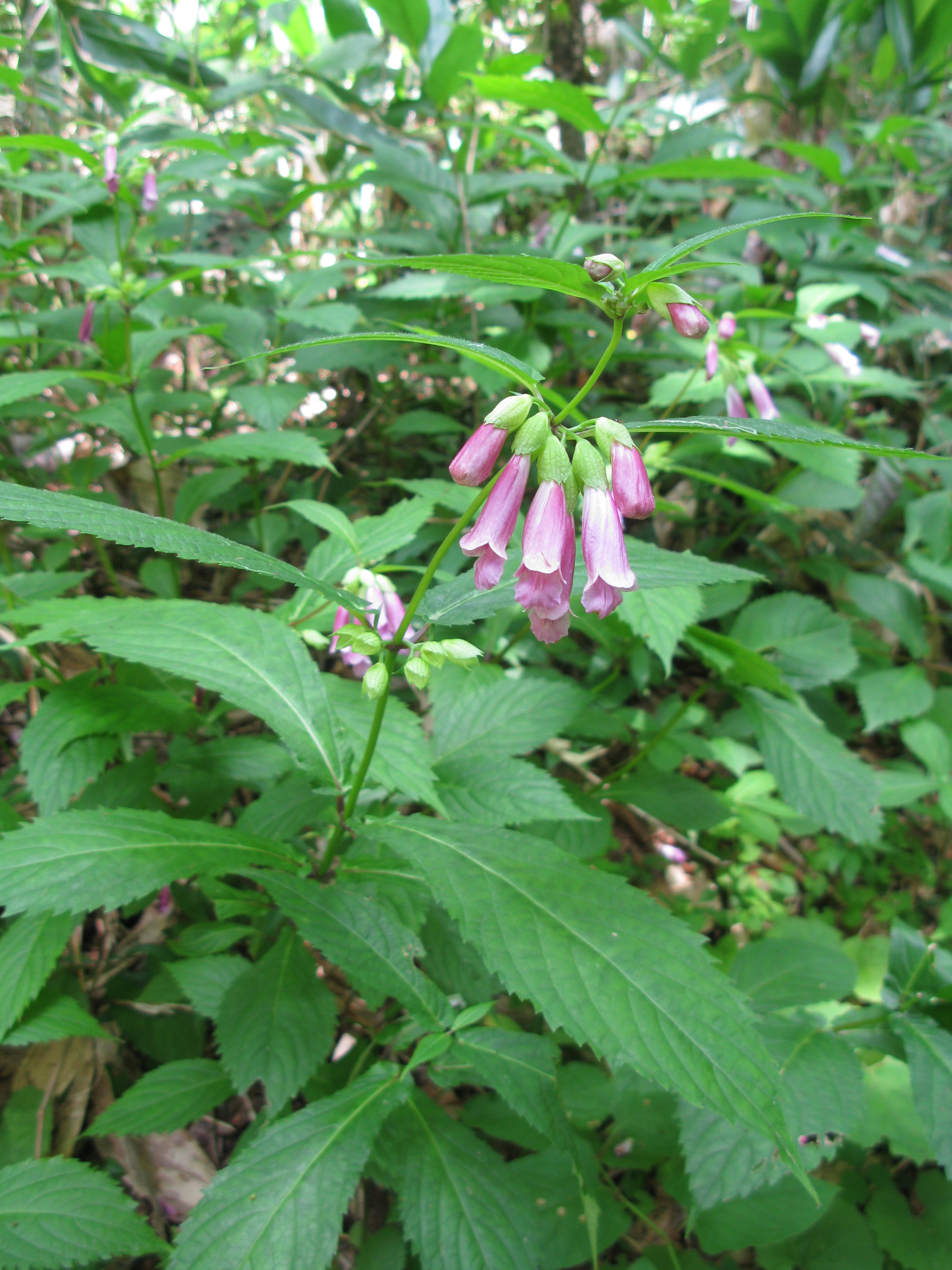
Tribus Gomphostemmateae: Habitus, Laubblätter und zygomorphe Blüten von Chelonopsis moschata

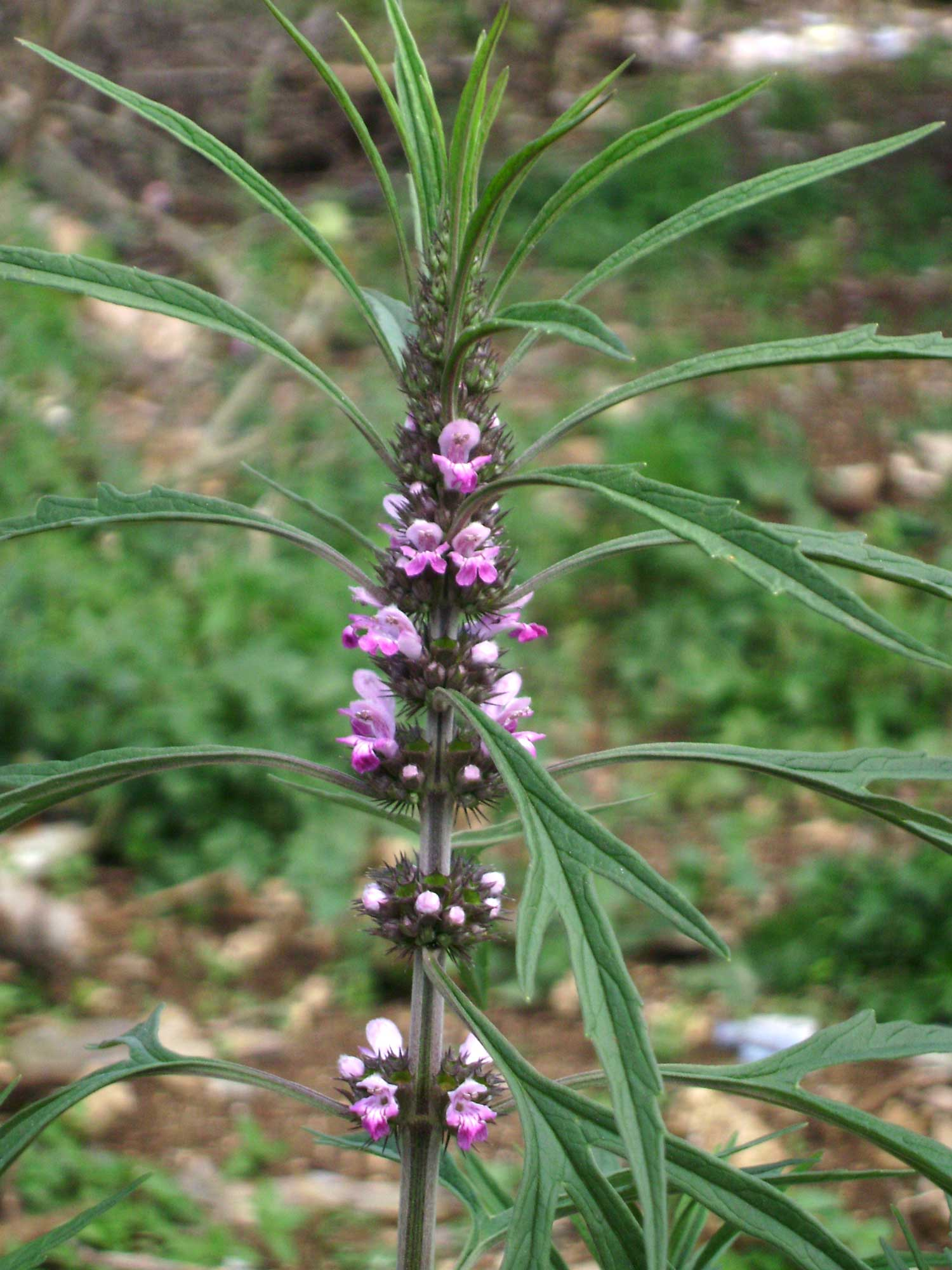
Tribus Leonureae: Sibirisches Herzgespann (Leonurus sibiricus)

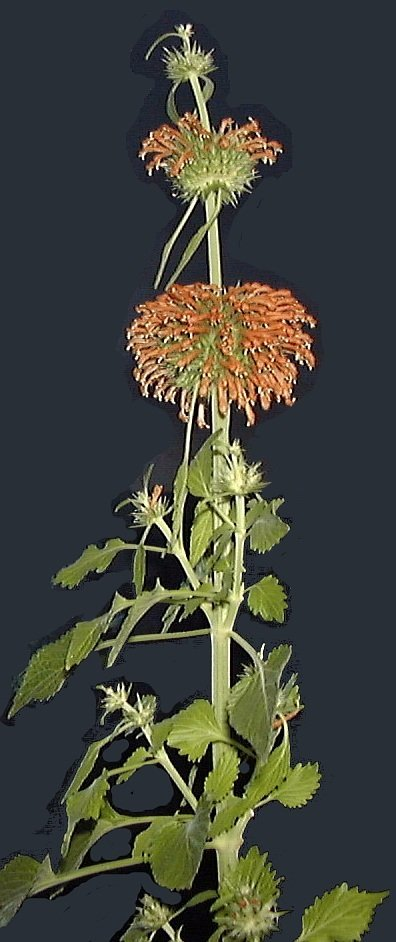
Tribus Leucadeae: Leonotis leonurus

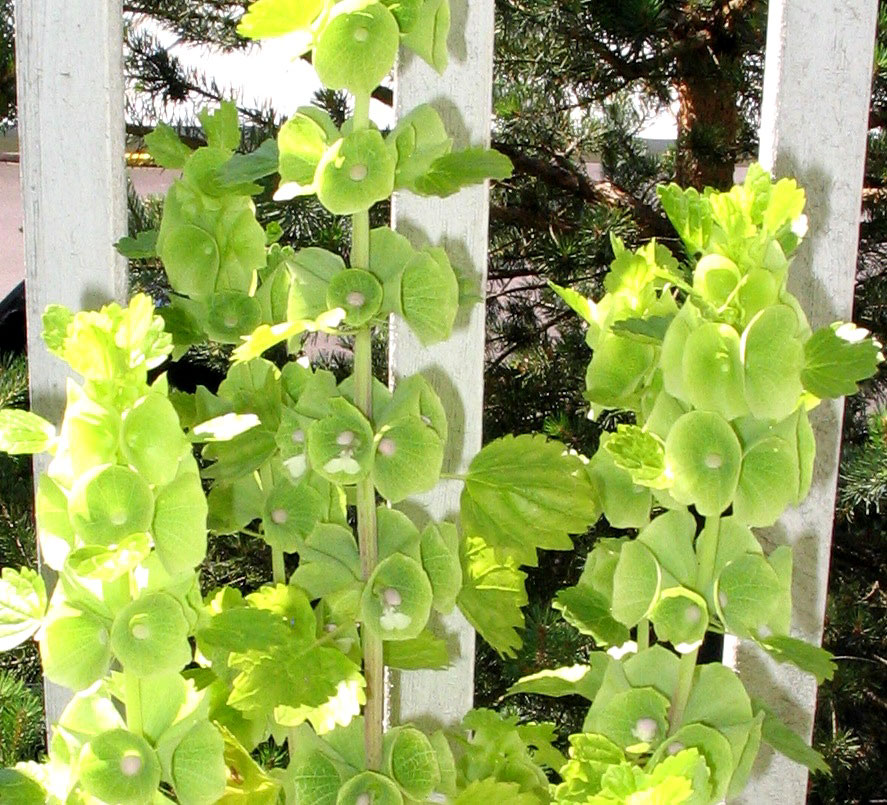
Tribus Marrubieae: Blütenstände von Moluccella laevis

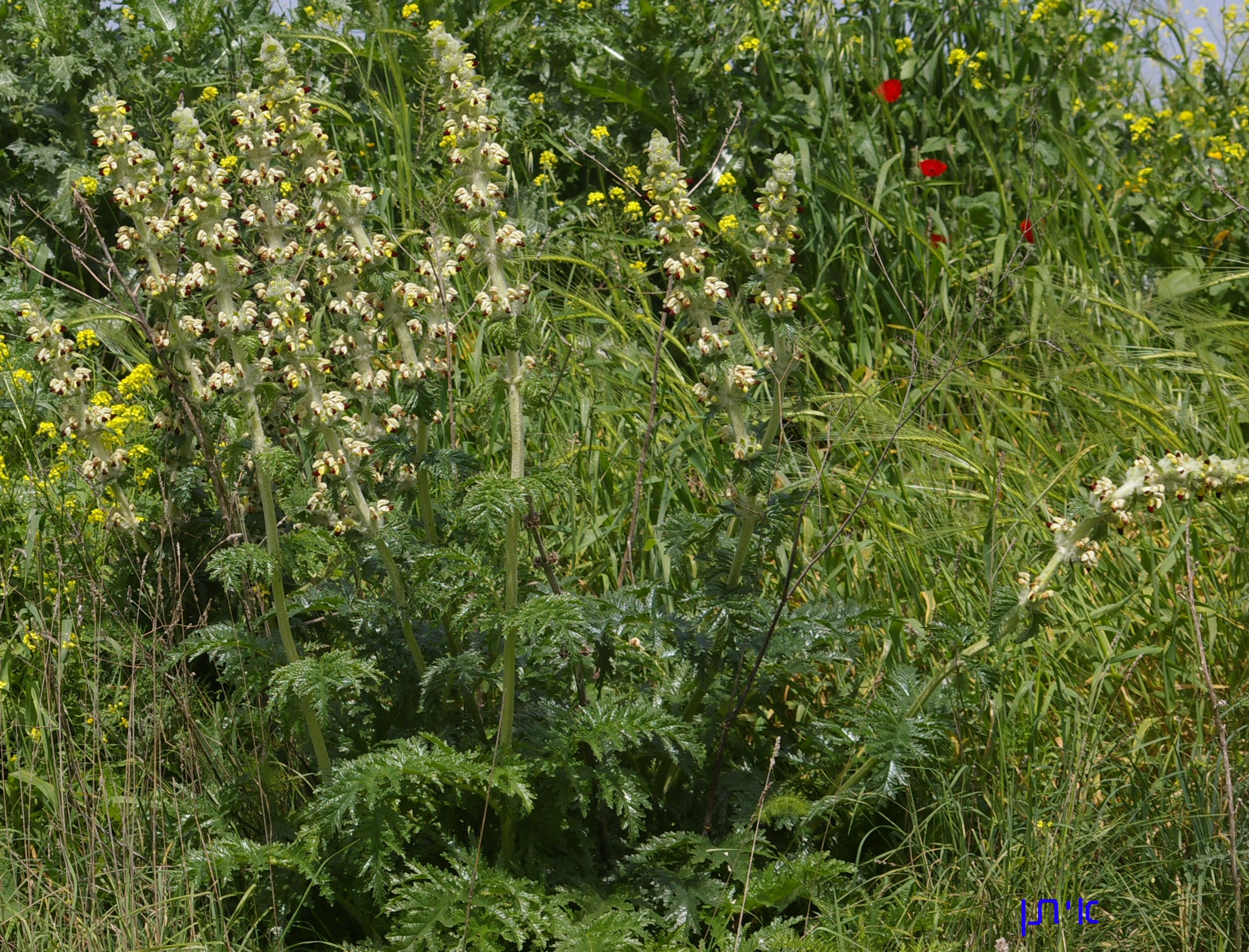
Tribus Phlomideae: Eremostachys laciniata

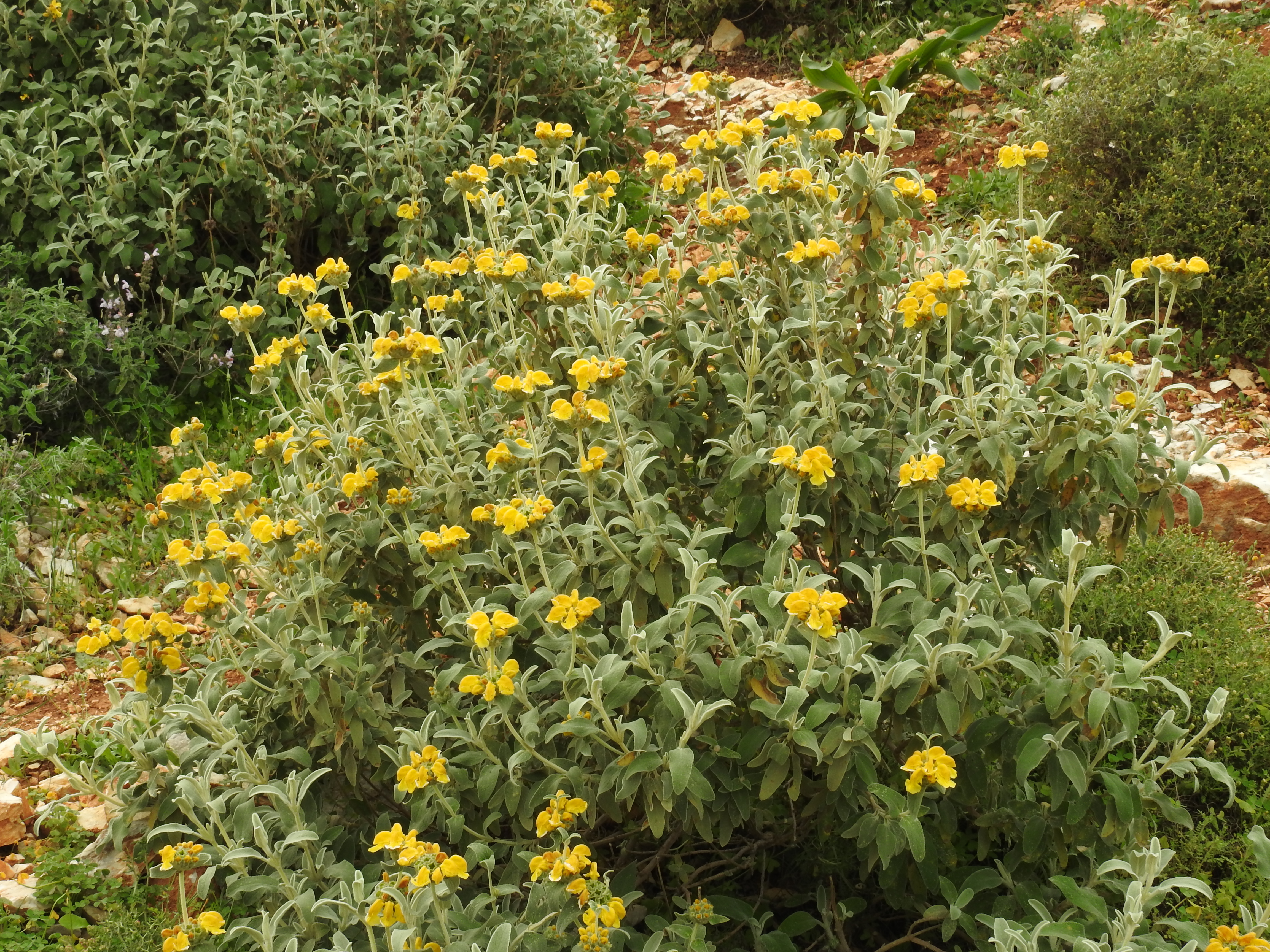
Tribus Phlomideae: Strauchiges Brandkraut (Phlomis fruticosa)

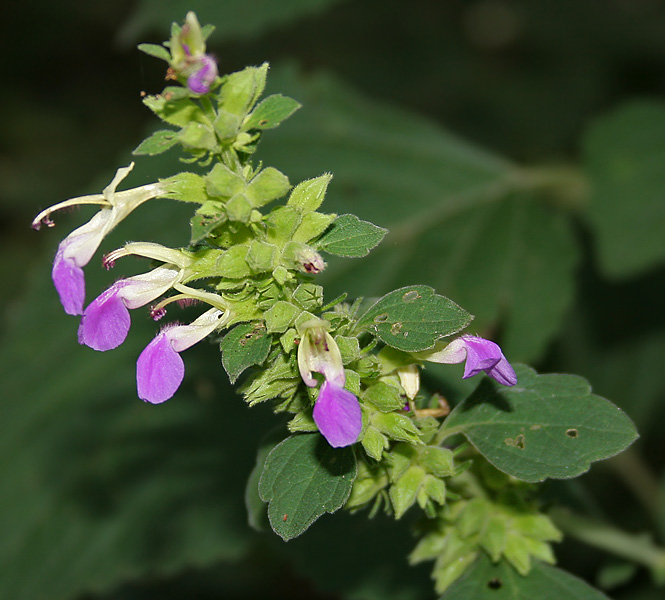
Tribus Pogostemoneae: Anisomeles indica

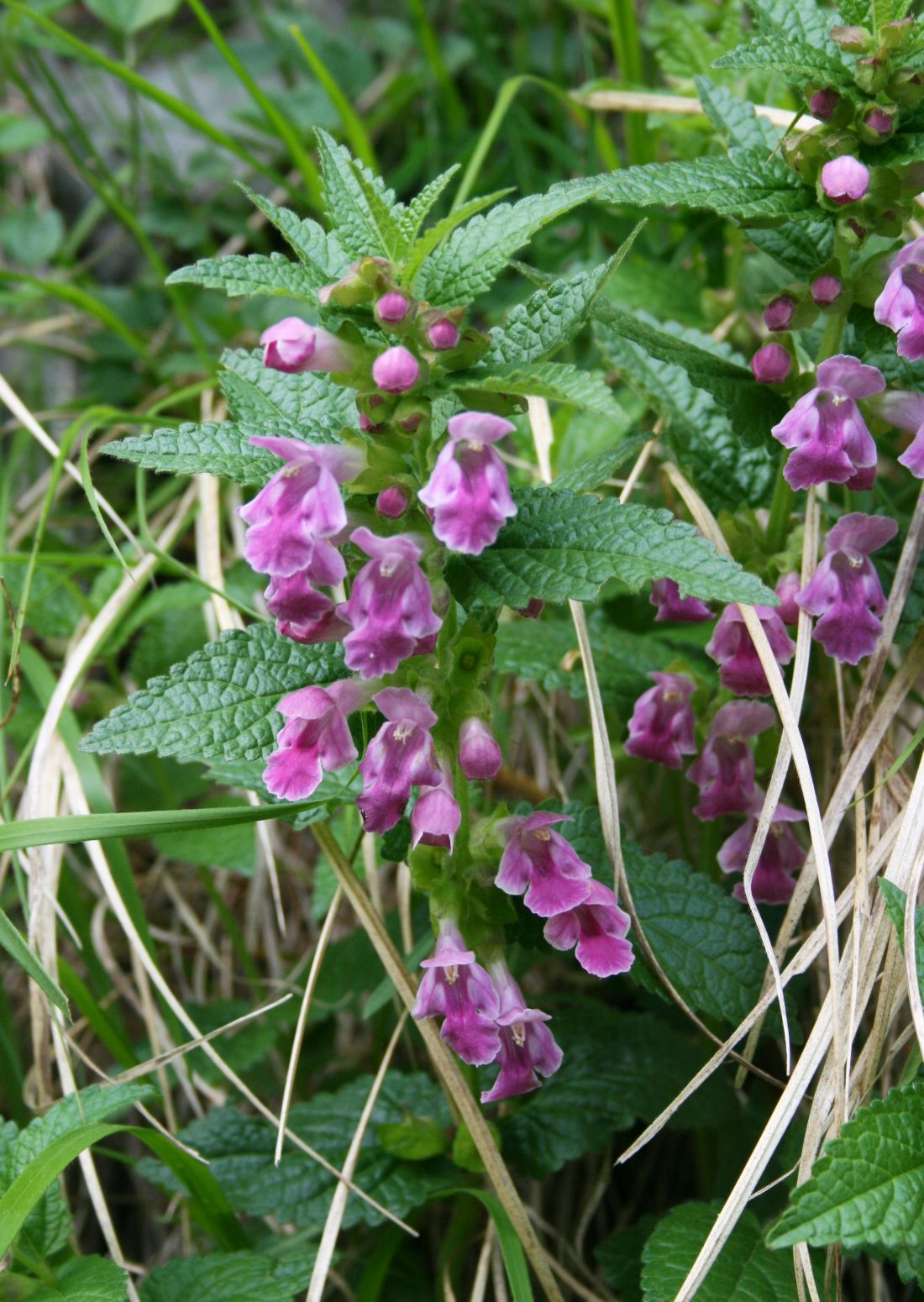
Tribus Stachydeae: Immenblatt (Melittis melissophyllum)

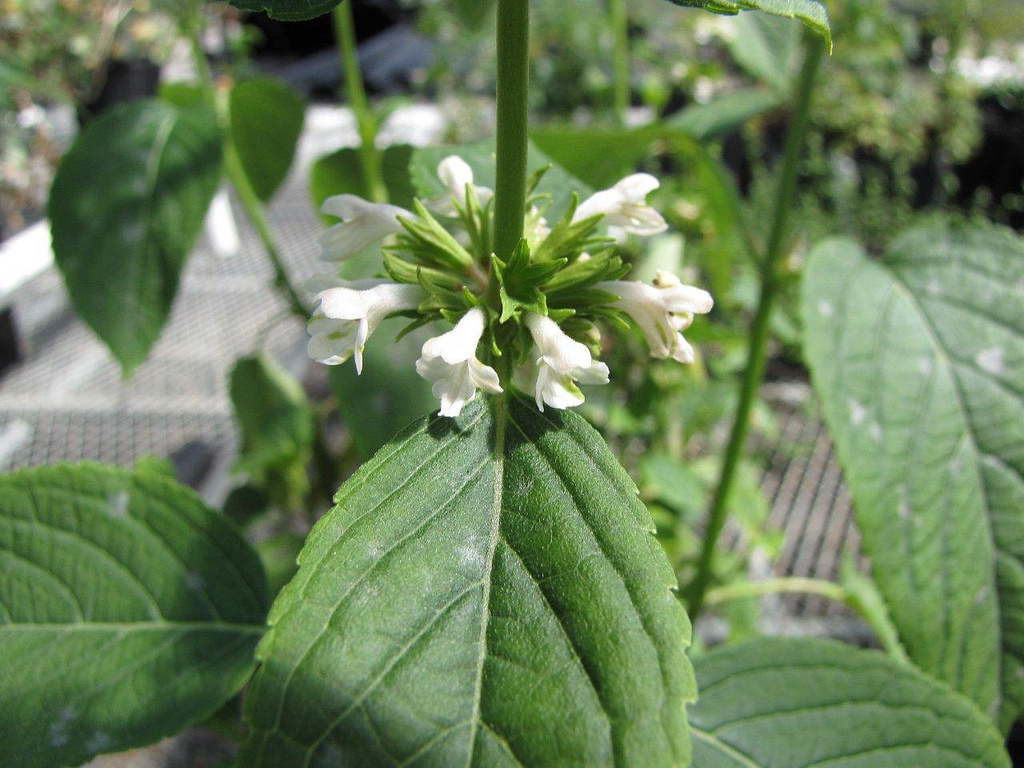
Tribus Stachydeae: Phyllostegia haliakalae

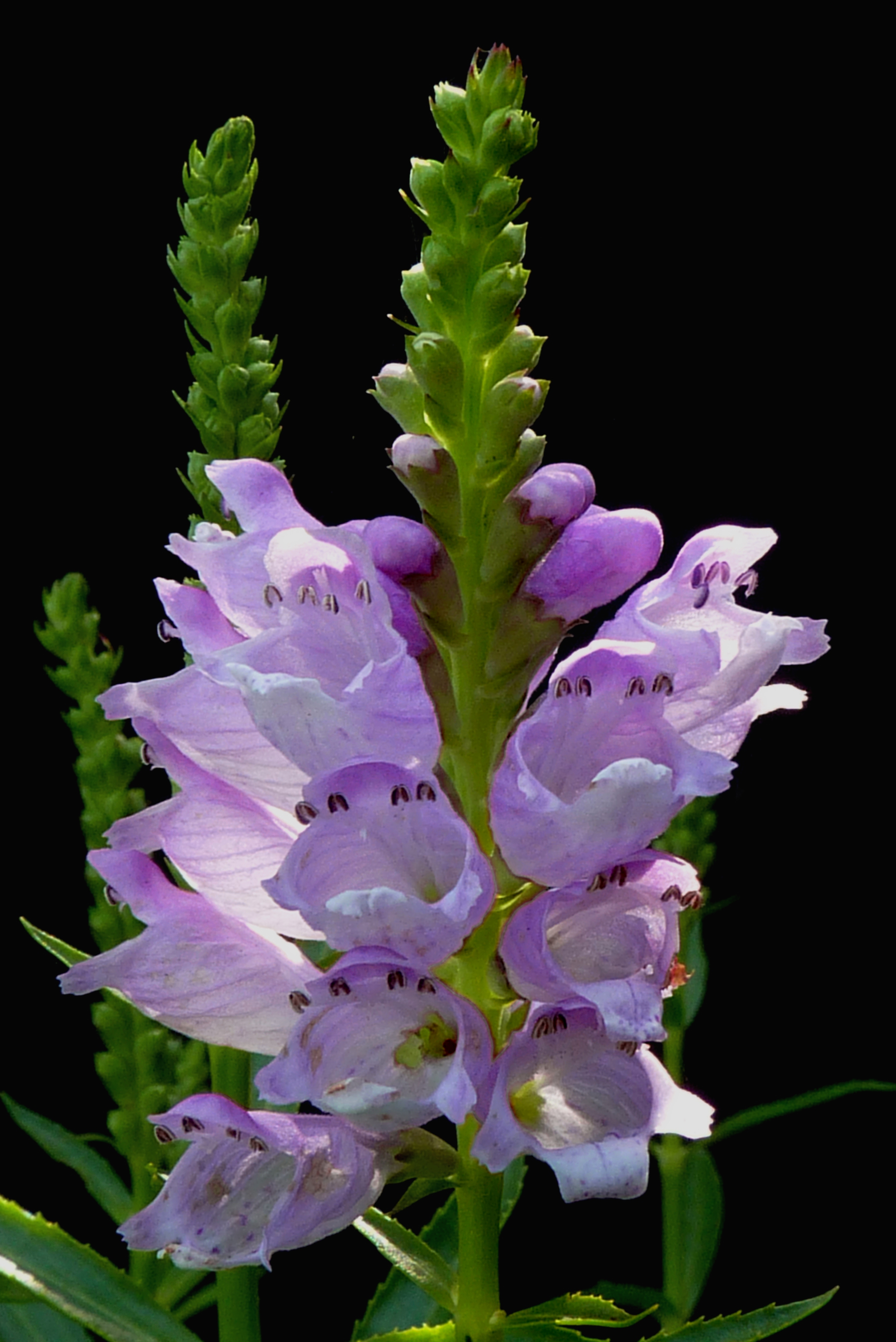
Tribus Synandreae: Gelenkblume (Physostegia virginiana)

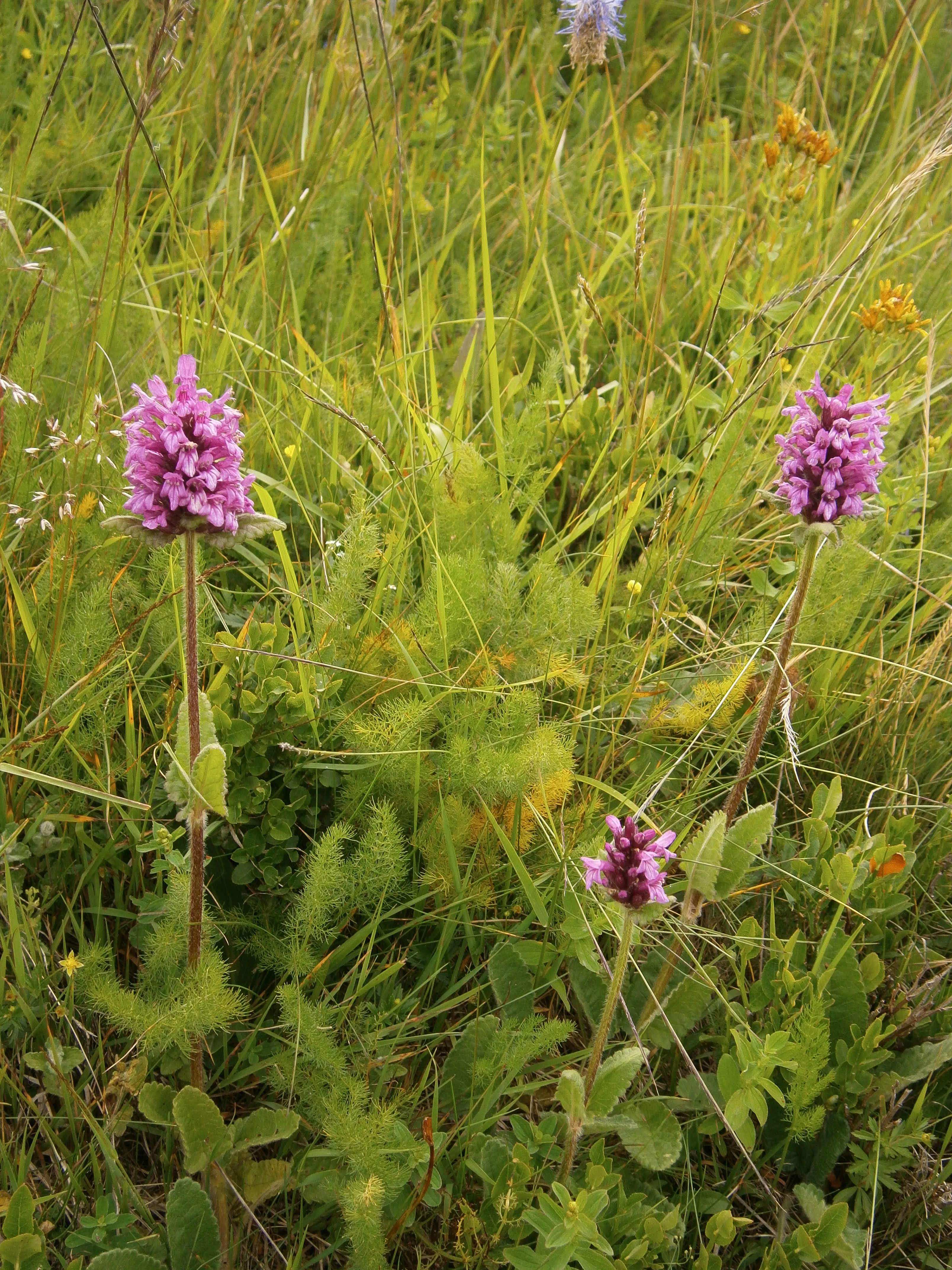
Incertae sedis: Dichtblütige Betonie (Betonica hirsuta)

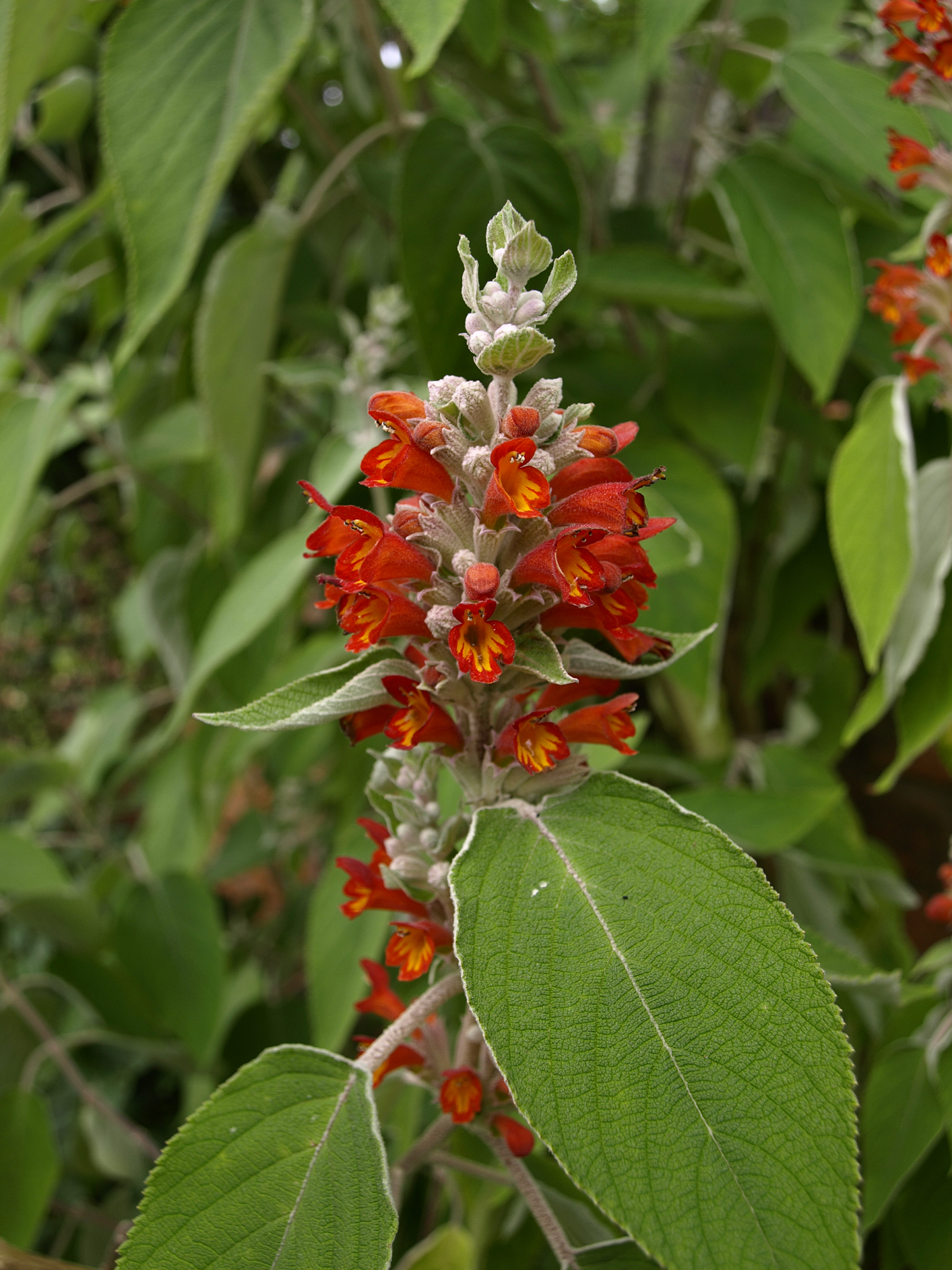
Incertae sedis: Colquhounia coccinea

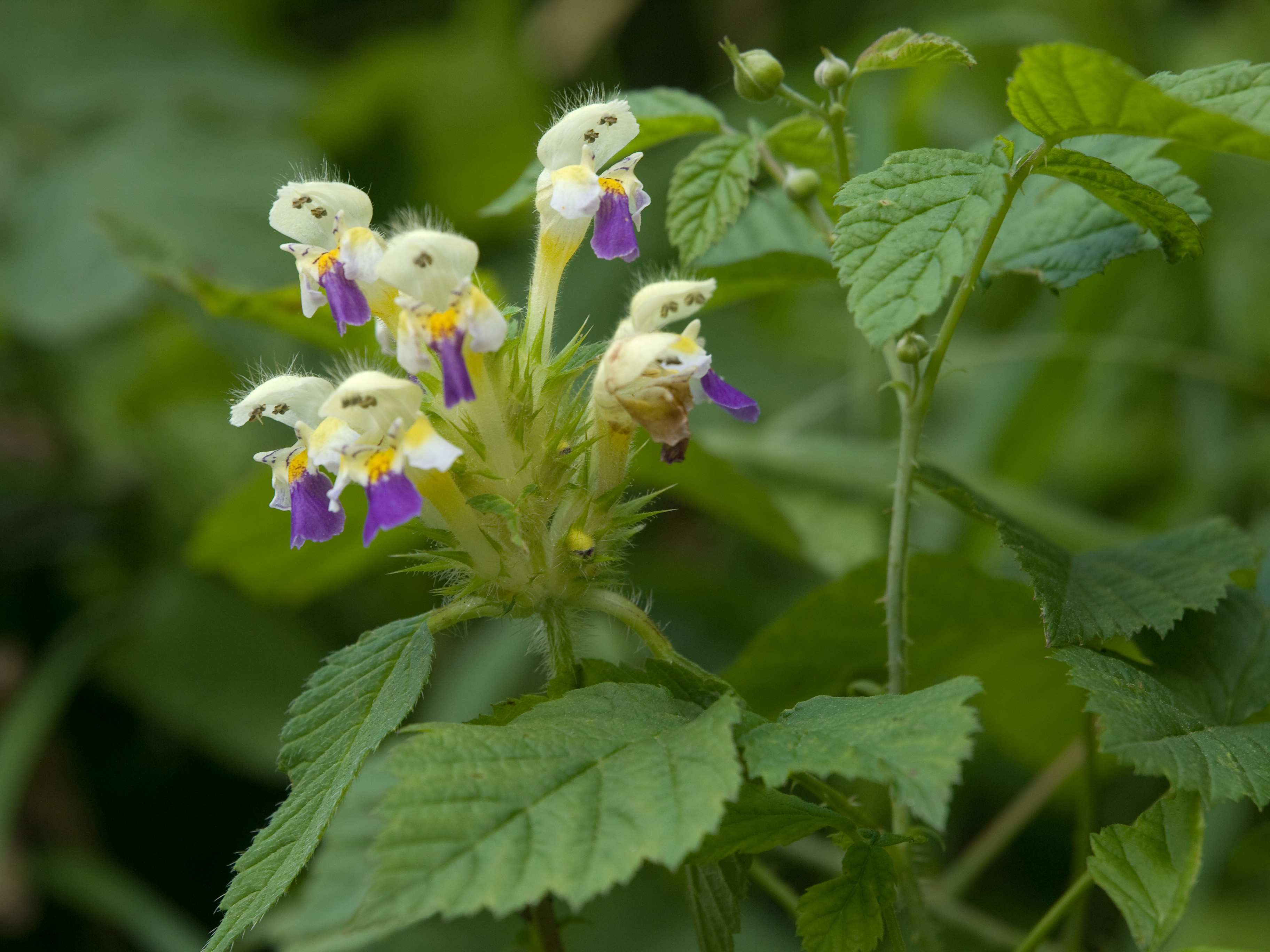
Incertae sedis: Bunter Hohlzahn (Galeopsis speciosa)

## Systematik und Verbreitung
Die Lamioideae sind die zweitgrößte Unterfamilie der Familie Lamiaceae und enthält etwa 63 Gattungen. Rund ein Drittel davon ist monotypisch, besteht also aus einer einzigen Art. Rund die Hälfte der etwa 1260 Arten gehört zu nur vier Gattungen (Leucas, Phlomis, Sideritis und Stachys).
Die Lamioideae im Sinne von Scheen et al. (2010) sind monophyletisch. Ihre Schwestergruppe ist die Gattung Cymaria Benth.
Die 62 bis 63 Gattungen mit 1200 bis 1260 Arten sind überwiegend in der Alten Welt in Eurasien und Afrika verbreitet, nur eine Tribus kommt nur in Nordamerika vor.
Die Lamioideae sind weltweit verbreitet. Hauptsächlich kommen sie in Eurasien und Afrika vor. Die meisten Arten kommen auf der Nordhalbkugel vor. Ein Schwerpunkt der Unterfamilie liegt in den tropischen Gebieten vor allem Afrikas und Südostasiens. Ein zweiter Schwerpunkt der Artenvielfalt liegt mit vielen Gattungen im gemäßigten und subtropischen Eurasien. In der Neuen Welt gibt es nur sechs Gattungen mit etwa 70 Arten.
Scheen et al. 2010 gliederten die Lamioideae in zehn Tribus:
- Tribus Gomphostemmateae Scheen & Lindqvist:
  - Chelonopsis Miq. (Syn.: Bostrychanthera Benth.): Die seit 2009 etwa 17 Arten sind in gemäßigten Gebieten Asiens verbreitet.[4]
  - Gomphostemma Benth. (Syn.: Taitonia Yamam.): Die 39[4] bis 44 Arten sind in Ostasien und Malesien verbreitet.

- Tribus Lamieae Coss. & Germ.:
  - Taubnesseln (Lamium L., Syn.: Galeobdolon Adans., Lamiastrum Heist. ex Fabr., Lamiella Fourr., Lamiopsis Opiz, Orvala L., Pollichia Schrank, Psilopsis Neck., Wiedemannia Fisch. & C.A.Mey.): Die 25 bis 28 Arten sind im gemäßigten Eurasien, Makaronesien und Nordafrika bis Äthiopien verbreitet.[4]

- Tribus Leonureae Dumort.:
  - Chaiturus Willd.: Sie enthält nur eine Art:[4]
    - Filziges Herzgespann (Chaiturus marrubiastrum (L.) Ehrh. ex Rchb., Syn.: Leonurus marrubiastrum L.): Es kommt in Eurasien vor.[4]

  - Lagochilus Bunge ex Benth. (Syn.: Chlainanthus Briq., Lagochilopsis Knorring, Yermoloffia Bél.): Die etwa 47 Arten sind in gemäßigten Gebieten Asiens verbreitet.[4] Darunter:
    - Rauschminze (Lagochilus inebrians Bunge)

  - Herzgespann (Leonurus L., Syn.: Cardiaca Mill., Marrubiastrum Ség.): Die etwa 24 Arten sind in Eurasien verbreitet,[4] darunter:
    - Echtes Herzgespann (Leonurus cardiaca L.)
    - Sibirisches Herzgespann (Leonurus sibiricus L., Syn.: Leonurus manshuricus Y.Yabe): Es kommt vom südlichen Sibirien bis ins nördliche China vor.[4]

  - Panzerina Soják (Syn.: Leonuroides Rauschert nom. superfl., Panzeria Moench nom. illeg.): Die nur zwei Arten sind in Sibirien, in der Mongolei und in China verbreitet.[5][4]
  - Lagopsis (Benth.) Bunge: Die etwa fünf Arten sind von Sibirien bis China verbreitet.[4]

- Tribus Leucadeae Scheen & Ryding:
  - Acrotome Benth. ex Endl.: Die etwa acht Arten sind vom südlichen tropischen Afrika bis ins südliche Afrika verbreitet.[4]
  - Isoleucas Schwartz: Von den nur zwei Arten kommt eine nur im nördlichen Somalia und die andere nur im Jemen vor.[4]
  - Löwenohren (Leonotis (Pers.) R.Br., Syn.: Leonurus Mill. nom. illeg. non L., Hemisodon Raf.): Die etwa neun Arten sind in Afrika und Madagaskar verbreitet.
  - Leucas R.Br. (Syn.: Hemistemma Rchb., Hemistoma Ehrenb. ex Benth., Lasiocorys Benth., Blandinia Raf., Elbunis Raf., Eneodon Raf., Heptrilis Raf., Hetrepta Raf., Isodeca Raf., Leucasia Raf., Physoleucas Jaub. & Spach): Die etwa 100 Arten sind von Afrika bis Australien verbreitet. Einige Arten sind Invasive Pflanzen.
  - Otostegia Benth.: Die etwa acht Arten sind in Afrika im nordöstlichen Kamerun und im nordöstlichen tropischen Afrika und von Israel bis zur Arabischen Halbinsel verbreitet.[4]
  - Rydingia Scheen & V.A.Albert: Die etwa vier Arten sind vom nordöstlichen tropischen Afrika über die Arabische Halbinsel und den Iran bis zum westlichen Himalaja verbreitet.[4]

- Tribus Marrubieae Vis.: Es gibt seit 2018 etwa fünf Gattungen mit etwa 91 Arten in der Alten Welt von Makaronesien über Nordafrika bis Europa und West- sowie Zentralasien:[6]
  - Acanthoprasium (Benth.) Spach (Syn.: Ballota sect. Acanthoprasium Benth.): Die nur zwei Arten wurden 2011 aus der Gattung Ballota ausgegliedert:[7]
    - Acanthoprasium frutescens (L.) Spenn.: Dieser Endemit kommt nur in den Südwestalpen vor.
    - Acanthoprasium integrifolium (Benth.) Ryding: Dieser Endemit kommt nur auf Zypern vor.

  - Schwarznesseln (Ballota): Seit 2011 waren es etwa 30 Arten[7] und seit 2018 sind es nur noch 18 Arten.[6] Sie sind von Makaronesien über Nordafrika bis Europa und Westasien verbreitet.
  - Andorn (Marrubium L., Syn.:Padota Adans., Atirbesia Raf., Maropsis Pomel): Die etwa 50 Arten sind ursprünglich in Nordafrika und Eurasien verbreitet. Einige sind weltweit Neophyten.
  - Moluccella L. (Syn.: Molucca Mill., Chartocalyx Regel nom. illeg., Chasmonia C.Presl, Harmsiella Briq., Sulaimania Hedge & Rech. f.): Die seit 2011 etwa acht Arten sind vom Mittelmeerraum bis Zentralasien verbreitet.[7]
  - Pseudodictamnus Fabr.: Diese Gattung wurde 2018 reaktiviert und die etwa 13 Arten aus der Gattung Ballota ausgegliedert. Sie Arten kommen vom Mittelmeergebiet bis zum Iran und der Arabischen Halbinsel, im Tschad, in Namibia und in Südafrika vor.[6]

- Tribus Paraphlomideae Bendiksby:[7]
  - Ajugoides Makino: Sie enthält nur eine Art:
    - Ajugoides humilis (Miq.) Makino: Sie kommt auf den japanischen Inseln Kyushu, Shikoku sowie südwestliches Honshu vor.[4]

  - Matsumurella Makino (Syn.: Galeobdolon sect. Matsumurella (Makino) C.Y.Wu & Hsuan): Die seit 2011 etwa fünf Arten[7] kommen vom japanischen Japan südlichen Kyushu und Taiwan bis ins südliche China vor.[4]
  - Paraphlomis Prain: Die etwa 24 Arten sind in Asien und Malesien verbreitet.

- Tribus Phlomideae Mathiesen:
  - Notochaete Benth. (manchmal in Phlomoides): Von nur zwei Arten kommt eine nur im autonomen Gebiet Tibet sowie in Yunnan vor und die andere ist von Yunnan, Bhutan, Nepal bis Indien sowie Myanmar verbreitet.[5]
  - Brandkräuter (Phlomis L., Syn.: Anemitis Raf., Beloakon Raf., Blephiloma Raf., Hersilia Raf.): Die etwa 178 Arten sind vom Mittelmeerraum bis Zentralasien und im westlichen Himalaya verbreitet.[4]
  - Phlomoides Moench (Syn.: Phlomidopsis Link nom. superfl., Phlomitis Rchb. ex T.Nees nom. superfl., Orlowia Gueldenst. ex Georgi, Eremostachys Bunge, Notochaete Benth., Clueria Raf., Trambis Raf., Lamiophlomis Kudô, Pseuderemostachys Popov, Paraeremostachys Adylov, Kamelin & Makhm.): Die etwa 100 Arten sind von Mittel- und Osteuropa bis zum Himalaja und Korea verbreitet.[4] Darunter:
    - Knollen-Brandkraut (Phlomoides tuberosa (L.) Moench, Syn.: Phlomis tuberosa L.)

  - Pseuderemostachys Popov (manchmal in Phlomoides): Sie enthält nur eine Art:
    - Pseuderemostachys sewerzovii (Herder) Popov (Syn.: Phlomoides sewerzovii (Herder) Mathiesen): Sie ist in Zentralasien verbreitet.

- Tribus Pogostemoneae Briq. (Syn.: Pogostemonoideae P.D.Cantino, Harley & Wagstaff in Harley & Reynolds):[2][1]
  - Achyrospermum Blume: Die etwa 28 Arten sind vom tropischen Afrika bis Malesien verbreitet.[4]
  - Anisomeles R.Br.: Die etwa fünf Arten sind von Inseln im westlichen Indischen Ozean über das tropische sowie subtropische Asien bis zum nördlichen Australien verbreitet.[4]
  - Colebrookea Sm.: Sie enthält nur eine Art:
    - Colebrookea oppositifolia Sm.: Sie kommt in Indien, Pakistan, Nepal, Myanmar, Thailand und in der chinesischen Provinz Yunnan vor.[4][5]

  - Comanthosphace S.Moore: Die etwa sieben Arten sind in Ostasien verbreitet.
  - Craniotome Rchb.: Sie enthält nur eine Art:
    - Craniotome furcata (Link) Kuntze: Sie kommt im Himalaja vor.[8]

  - Eurysolen Prain: Sie enthält nur eine Art:
    - Eurysolen gracilis Prain: Sie kommt in Ostasien und Malesien vor.

  - Holocheila (Kudô) S.Chow: Sie enthält nur eine Art:[5][1]
    - Holocheila longipedunculata S.Chow: Sie gedeiht in Höhenlagen von 1600–2200 Metern nur in der chinesischen Provinz Yunnan.[5]

  - Leucosceptrum Sm.: Sie enthält nur eine Art:
    - Leucosceptrum canum Sm.: Sie kommt in Süd- und Ostasien vor.

  - Microtoena Prain: Die etwa 25 Arten sind in Ostasien verbreitet.
  - Patschuli (Pogostemon Desf.): Die etwa 92 Arten sind in Asien und Malesien verbreitet.
  - Rostrinucula Kudô: Die nur etwa zwei Arten sind in Ostasien verbreitet.

- Tribus Stachydeae Dumort.: Sie enthält etwa zwölf Gattungen mit etwa 490 Arten (Stand 2019) in der Neuen und Alten Welt:[9][10][11]
  - Chamaesphacos Fisch. & C.A.Mey.: Sie enthält nur eine Art:
    - Chamaesphacos ilicifolius Schrenk: Sie ist in Zentralasien, im Iran und in Afghanistan bis China verbreitet.[4]

  - Haplostachys (A.Gray) Hillebrand: Die etwa fünf Arten kommen nur in Hawaii vor.
  - Melittis L.: Sie enthält nur eine Art:
    - Immenblatt (Melittis melissophyllum L.): Es kommt in drei Unterarten in Europa und Westasien vor.[4]

  - Phyllostegia Benth.: Die etwa 35 Arten kommen auf Hawaii und Tahiti vor.
  - Prasium L.: Sie enthält nur eine Art:
    - Großer Klippenziest (Prasium majus L.): Er kommt in Makaronesien und im Mittelmeerraum vor.[4]

  - Gliedkräuter (Sideritis L., Syn.: Brugsdorfia Moench, Burgsdorfia Moench, Cunila Mill., Empedoclia Raf., Fracastora Adans., Hesiodia Moench, Leria Adans., Leucophae Webb & Berthel., Marrubiastrum Tourn. ex Moench, Navicularia Heist. ex Fabr.): Die etwa 140 Arten sind vom gemäßigten Eurasien und Makaronesien bis China verbreitet.[4][5]
  - Zieste (Stachys L., Syn.: Phlomidoschema (Benth.) Vved.): Die mehr als 300 Arten sind in Eurasien, Afrika, Nord- sowie Südamerika verbreitet.[5]
  - Stenogyne Benth.: Die mehr als 20 Arten kommen nur auf Hawaii vor.
  - Suzukia Kudô: Die nur zwei Arten kommen nur auf den Ryūkyū-Inseln und in Taiwan vor.
  - Thuspeinanta T.Durand: Die nur zwei Arten sind in West- und Zentralasien bis Pakistan verbreitet.[4]

- Tribus Synandreae Raf.: Sie kommt nur in Nordamerika vor:
  - Brazoria Engelm. ex A.Gray: Die etwa drei Arten sind in Nordamerika verbreitet.
  - Macbridea Elliott ex Nutt.: Die etwa zwei Arten sind in Nordamerika verbreitet.
  - Gelenkblumen (Physostegia Benth.): Die etwa zwölf Arten sind in Nordamerika verbreitet, beispielsweise:
    - Gelenkblume (Physostegia virginiana (L.) Benth.)

  - Synandra Nutt.: Sie enthält nur eine Art:
    - Synandra hispidula (Michx.) Baill.: Sie ist in Nordamerika verbreitet.

  - Warnockia M.W.Turner: Sie enthält nur eine Art:
    - Warnockia scutellarioides (Engelm. & A.Gray) M.W.Turner: Dieser Endemit kommt nur in Texas vor.

- Tribus Betoniceae Bendiksby & Salmaki: Sie wurde 2021 aufgestellt und enthält nur eine Gattung:[12]
  - Betonien (Betonica L., Syn.: Stachys subg. Betonica): Die 9 bis 15 Arten sind von Europa bis Zentralasien und Nordwestafrike verbreitet.

- incertae sedis innerhalb der Lamioideae:[2]
  - Colquhounia Wallich: Die etwa fünf Arten sind in Asien verbreitet.[2]
  - Eriophyton Benth. (Syn.: Erianthera Benth. nom. illeg., Alajja Ikonn., Susilkumara Bennet nom. superfl.): Sie enthält seit 2011 etwa sechs Arten[7] von Zentralasien über Himalaya bis China.[4]
  - Hohlzahn (Galeopsis L., Syn.: Cannabinastrum Heist. ex Fabr., Tetrahit Adans. non Gérard, Ladanum Gilib. non Spach, Tetraith Bubani, Dalanum Dostál, Ladanella Pouzar & Slavíková): Die etwa elf einjährigen Arten sind in Eurasien verbreitet, mit dem Zentrum der Artenvielfalt in Europa.[2] Einige Arten sind in gemäßigten Gebieten Neophyten.
  - Roylea Wallich ex Benth.: Sie enthält nur eine Art:
    - Roylea cinerea (D.Don) Baill.: Sie kommt im Himalaja vor.[8]

Nach Scheen et al. 2010 sehen die Verwandtschaftsverhältnisse innerhalb der Unterfamilie Lamioideae wie folgt aus (vereinfacht):
|                         | Betonica   |
|                         |            |
|                         | Galeopsis  |
|                         |            |
|                         | Stachydeae |
| Vorlage:Klade/Wartung/3 |            |

| | Paraphlomideae |
| |                |
| | Phlomideae     |
| |                |
| | Leonureae      |
| |                |
| | Leucadeae      |
| |                |
| | Marrubieae     |
| |                |
| | Roylea         |
| |                |
| | Eriophyton     |
| |                |
| | Lamieae        |
| Vorlage:Klade/Wartung/3 Vorlage:Klade/Wartung/4 Vorlage:Klade/Wartung/5 Vorlage:Klade/Wartung/6 Vorlage:Klade/Wartung/7 Vorlage:Klade/Wartung/8 |                |

|                         | Betonica   |
|                         |            |
|                         | Galeopsis  |
|                         |            |
|                         | Stachydeae |
| Vorlage:Klade/Wartung/3 |            |

| | Paraphlomideae |
| |                |
| | Phlomideae     |
| |                |
| | Leonureae      |
| |                |
| | Leucadeae      |
| |                |
| | Marrubieae     |
| |                |
| | Roylea         |
| |                |
| | Eriophyton     |
| |                |
| | Lamieae        |
| Vorlage:Klade/Wartung/3 Vorlage:Klade/Wartung/4 Vorlage:Klade/Wartung/5 Vorlage:Klade/Wartung/6 Vorlage:Klade/Wartung/7 Vorlage:Klade/Wartung/8 |                |

|                         | Betonica   |
|                         |            |
|                         | Galeopsis  |
|                         |            |
|                         | Stachydeae |
| Vorlage:Klade/Wartung/3 |            |

| | Paraphlomideae |
| |                |
| | Phlomideae     |
| |                |
| | Leonureae      |
| |                |
| | Leucadeae      |
| |                |
| | Marrubieae     |
| |                |
| | Roylea         |
| |                |
| | Eriophyton     |
| |                |
| | Lamieae        |
| Vorlage:Klade/Wartung/3 Vorlage:Klade/Wartung/4 Vorlage:Klade/Wartung/5 Vorlage:Klade/Wartung/6 Vorlage:Klade/Wartung/7 Vorlage:Klade/Wartung/8 |                |

|                         | Betonica   |
|                         |            |
|                         | Galeopsis  |
|                         |            |
|                         | Stachydeae |
| Vorlage:Klade/Wartung/3 |            |

| | Paraphlomideae |
| |                |
| | Phlomideae     |
| |                |
| | Leonureae      |
| |                |
| | Leucadeae      |
| |                |
| | Marrubieae     |
| |                |
| | Roylea         |
| |                |
| | Eriophyton     |
| |                |
| | Lamieae        |
| Vorlage:Klade/Wartung/3 Vorlage:Klade/Wartung/4 Vorlage:Klade/Wartung/5 Vorlage:Klade/Wartung/6 Vorlage:Klade/Wartung/7 Vorlage:Klade/Wartung/8 |                |

## Weiterführende Literatur
- Saba Gul, Mushtaq Ahmad, Muhammad Zafar, Saraj Bahadur, Wajid Zaman, Asma Ayaz, Muhammad Shuaib, Maryam Akram Butt, Fazal Ullah, Saddam Saqib, Mir Muhammad Nizamani, Zara Urooj: Palynological characteristics of selected Lamioideae taxa and its taxonomic significance. In: Microscopy Research and Technique, September 2020. doi:10.1002/jemt.23603

- Karte mit allen verlinkten Seiten:
- OSM |
- WikiMap